# Resolución 809 del Consejo de Seguridad de las Naciones Unidas
La resolución 809 del Consejo de Seguridad de las Naciones Unidas fue aprobada por unanimidad el 2 de marzo de 1993, tras recordar las resoluciones 621 (1988), 658 (1990), 690 (1991) y 725 (1991), además de tomar nota de un informe del Secretario General Butros Butros-Ghali sobre la situación en el Sáhara Occidental, el Consejo expresó su preocupación por los retrasos en la implementación del Plan de Arreglo e invitó al Secretario General y a su Representante Especial a intensificar los esfuerzos con el Gobierno de Marruecos y el Frente Polisario para abordar las cuestiones conflictivas, en particular con respecto a a la elegibilidad de los votantes.
La resolución invitó a Butros-Ghali a hacer arreglos para la organización de un referéndum de autodeterminación del pueblo del Sáhara Occidental y para los esfuerzos para comenzar el registro de votantes comenzando con las listas actualizadas del censo de 1974 realizado en el Sahara español. También pidió al Secretario General que informara al Consejo de Seguridad a más tardar en mayo de 1993 sobre el resultado de estos esfuerzos discutidos en la resolución actual, y le pidió además que incluyera propuestas para los ajustes necesarios al papel y la fuerza actuales de la Misión de las Naciones Unidas para el Referéndum en el Sáhara Occidental.
La resolución 809 concluyó instando a ambas partes a cooperar con el Secretario General para resolver los asuntos pendientes de manera que se pudiera celebrar un referéndum antes de fin de año. Aunque Marruecos y el Frente Polisario aceptaron las disposiciones de la resolución, las continuas disputas sobre el proceso de identificación de los votantes retrasaron sucesivamente los planes para un referéndum.